# Boulevard du Tricentenaire
Le boulevard du Tricentenaire est une artère de Montréal.

## Situation et accès
Ce boulevard situé dans l'arrondissement Rivière-des-Prairies–Pointe-aux-Trembles, long de 2,7 kilomètres, débute à l'intersection de la rue Notre-Dame sur les berges du fleuve Saint-Laurent dans le quartier Pointe-aux-Trembles et se termine sur la voie de service de l'autoroute 40 en l'occurrence, le boulevard Métropolitain.

## Origine du nom
Le boulevard du Tricentenaire a été nommé pour célébrer le 300e anniversaire du quartier Pointe-aux-Trembles.

## Historique
Ce boulevard se situe perpendiculairement au fleuve à l'endroit même où se trouvait jadis la pointe de terre couverte de trembles qui s'avançait dans le fleuve et de laquelle subsiste encore aujourd'hui une bande de terre appelée la batture. Il a pris son nom actuel en 1974.